# Lista zabytków w Kirkop
To jest lista zabytków w miejscowości Kirkop na Malcie, które są umieszczone na liście National Inventory of the Cultural Property of the Maltese Islands.

## Lista
| Nazwa zabytku                                | Lokalizacja                        | Współrzędne                                   | Nr na liście NICPMI | Zdjęcie |
| -------------------------------------------- | ---------------------------------- | --------------------------------------------- | ------------------- | ------- |
| Nisza św. Leonarda                           | 12-13 Triq Valletta                | 35°50′38,7″N 14°29′09,6″E/35,844083 14,486000 | 1866                |         |
| Nisza św. Leonarda                           | 7-8 Triq Valletta                  | 35°50′38,3″N 14°29′10,2″E/35,843972 14,486167 | 1867                |         |
| Nisza św. Józefa                             | 54-55 Triq Valletta                | 35°50′38″N 14°29′11″E/35,843889 14,486389     | 1868                |         |
| Nisza św. Leonarda                           | 32 Triq Valletta                   | 35°20′34,2″N 14°29′09,8″E/35,342833 14,486056 | 1869                |         |
| Kościół parafialny pw. św. Leonarda          | Triq il-Parroċċa                   | 35°50′32,4″N 14°29′08,9″E/35,842333 14,485806 | 1870                |         |
| Nisza św. Wawrzyńca                          | 43 Triq San Leonardu               | 35°50′26,5″N 14°29′06,9″E/35,840694 14,485250 | 1871                |         |
| Nisza św. Rocha                              | 49 Triq San Benedittu              | 35°50′27,1″N 14°29′03,3″E/35,840861 14,484250 | 1872                |         |
| Kaplica Zwiastowania                         | Misraħ Kirkop                      | 35°50′31,2″N 14°29′06,4″E/35,842000 14,485111 | 1873                |         |
| Krzyż                                        | Misraħ Kirkop                      | 35°50′30,7″N 14°29′06,0″E/35,841861 14,485000 | 1874                |         |
| Nisza św. Leonarda                           | Misraħ Kirkop / Triq San Benedittu | 35°50′31,0″N 14°29′05,4″E/35,841944 14,484833 | 1875                |         |
| Nisza św. Franciszka z Paoli                 | 10-12 Triq San Benedittu           | 35°50′31,5″N 14°29′04,6″E/35,842083 14,484611 | 1876                |         |
| Nisza św. Józefa                             | 18-20 Triq San Benedittu           | 35°50′31,0″N 14°29′03,8″E/35,841944 14,484389 | 1877                |         |
| Nisza Matki Bożej Najświętszego Serca Jezusa | 5 Triq Nejder                      | 35°50′34,9″N 14°29′10,8″E/35,843028 14,486333 | 1878                |         |
| Nisza Najświętszego Serca Jezusa             | 9 Triq Nejder                      | 35°50′34,8″N 14°29′11,1″E/35,843000 14,486417 | 1879                |         |
| Nisza Matki Bożej                            | 29 Triq Santu Rokku                | 35°50′33,6″N 14°29′06,5″E/35,842667 14,485139 | 1880                |         |
| Nisza św. Leonarda                           | 24-26 Triq San Rokku               | 35°50′37,1″N 14°29′13,8″E/35,843639 14,487167 | 1881                |         |
| Kaplica św. Mikołaja                         | Triq San Nikola (cmentarz)         | 35°50′39,8″N 14°29′22,0″E/35,844389 14,489444 | 1882                |         |